# Begonia curvicarpa
Espèce
Begonia curvicarpa est une espèce de plantes de la famille des Begoniaceae.